# Phalaenopsis corningiana
Phalaenopsis corningiana là một loài thực vật có hoa trong họ Lan. Loài này được Rchb.f. miêu tả khoa học đầu tiên năm 1879.

## Hình ảnh

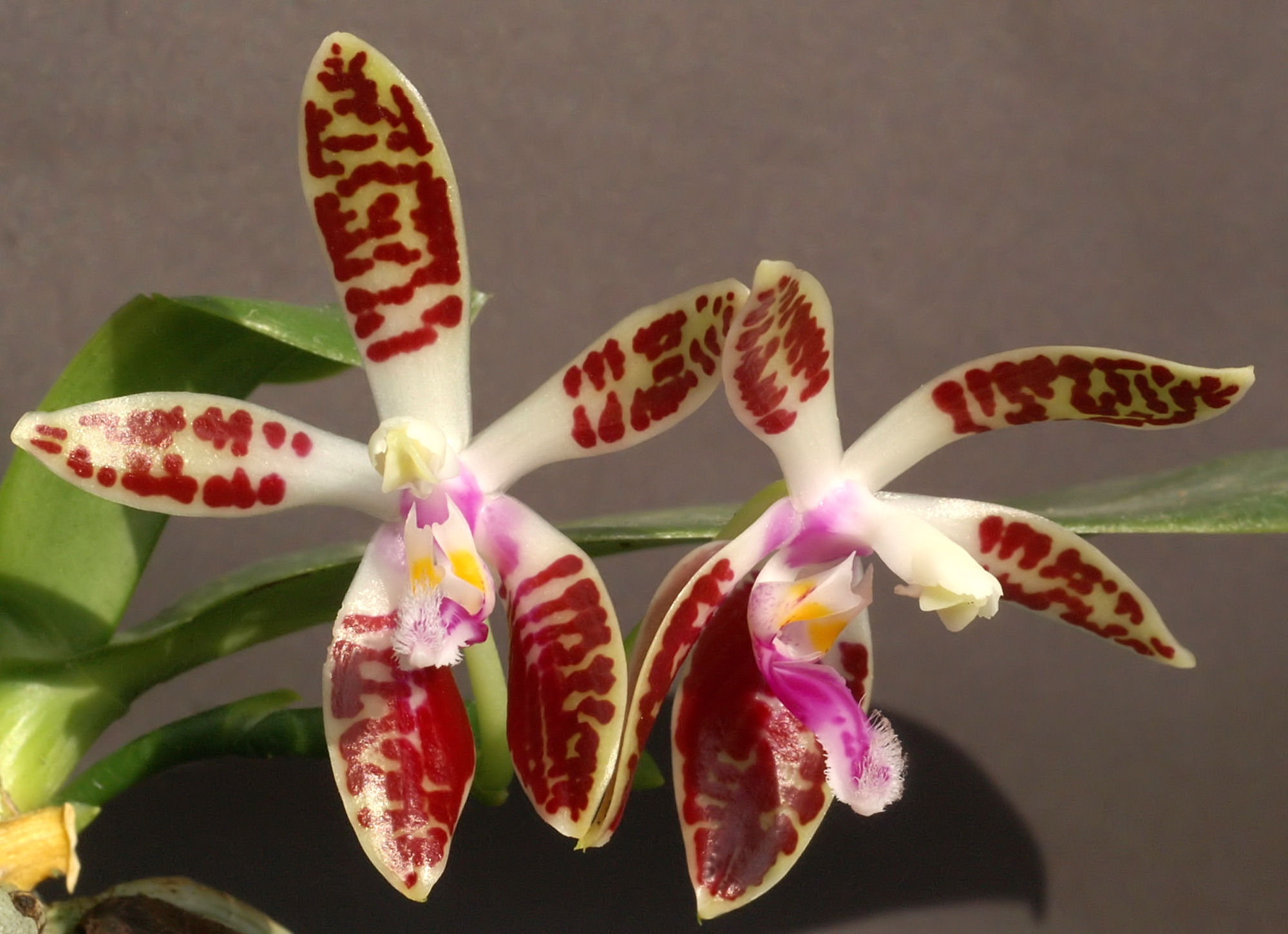